# Предиктивный ввод текста
Предиктивный ввод текста (через англ. predictive «предсказывающий», «предвещающий» из лат. praedictīvus) — система ускоренного ввода текста в цифровые устройства, при которой программное обеспечение устройства в процессе набора предлагает варианты окончания слов и фраз, основываясь на имеющихся в его словаре, а также может предлагать исправлять распространённые ошибки.

## Применение

### Мобильные устройства
Предиктивный ввод текста распространён на мобильных устройствах (прежде всего на телефонах), на которых ввод текста затруднён, например, при написании SMS-сообщений. В основном применяются две системы предиктивного ввода: автозамена и T9.

### Редакторы для программистов
Редактор проводит анализ текста и выводит меню, в котором предлагается окончание вводимого ключевого слова или идентификатора. Либо, например, при вводе тэга HTML предлагает на выбор все его параметры.
В большинстве редакторов меню предиктивного ввода вызывается либо при короткой паузе набора, либо по кнопке Ctrl-Пробел.

### Редакторы документов
При вводе текста система предлагает окончание вводимого слова. Например, это может помочь при вводе таблиц, в которых содержимое ячеек часто повторяется. В редакторах документов разработчики используют предиктивный ввод очень осторожно, так как ошибки предсказания здесь особенно часты.

## Проблемы

### Общие
В языках с развитой системой окончаний (как в русском) плохо работает система, предлагающая окончание слова по его началу — нет гарантии, что слово получится в том падеже, в котором надо.

### Применительно к мобильным устройствам
В языках с большим количеством коротких слов (английский) предиктивный набор предлагает слишком много альтернатив. Да и в других языках одна и та же комбинация клавиш может выдать несколько слов, и если не смотреть на экран, можно отправить сообщение с ошибкой. Наиболее занимательные ошибки телефона служат объектом коллекционирования, а иногда входят в подростковый сленг.

### В программистских редакторах
Система предиктивного ввода текста, применяющаяся в программистских редакторах, должна быть устойчива к ошибкам. Например:
```
rObject
.
x
 
=
 
aObject
.
x
 
+
 
someVector
.
x
 
// программист пропустил точку с запятой

rObject
.
y
 
=
 
aObject
.
y
 
+
 
so_
 
// тут стоит курсор

```

В данном случае система предиктивного ввода должна, несмотря на упущенную точку с запятой, дать возможность программисту выбрать в меню идентификатор someVector.
Иногда ошибка в коде может стать предпосылкой для предиктивного ввода. Например.
```
Vector
 
so_
 
// тут стоит курсор

.
 
.
 
.

rObject
.
x
 
=
 
aObject
.
x
 
+
 
someVector
.
x
;
 
// идентификатор someVector не определён

```

В таком случае система может предложить ввести идентификатор someVector.